# Circle of Friends
Circle of Friends är en irländsk dramafilm från 1995 i regi av Pat O'Connor. Filmen är baserad på boken med samma namn av Maeve Binchy. I huvudrollerna ses Minnie Driver och Chris O'Donnell. 

## Handling
Filmen utspelar sig på 1950-talets Irland och handlar om Bernadette "Benny" Hogan och hennes bästa vänner, Eve Malone och Nan Mahon. Benny är det älskade och knubbiga enda barnet, Eve är föräldralös och uppfostrad av nunnor och Nan är fattig men vars svala skönhet styr hennes liv. 
Filmen fokuserar på tiden då vännerna studerar vid University College i Dublin. Här möter de den stilige och charmige Jack Foley, som Benny snabbt blir förälskad i. Men den vackra men trassliga Nan kommer emellan.

## Rollista i urval
- Minnie Driver - Bernadette "Benny" Hogan
- Chris O'Donnell - Jack Foley
- Geraldine O'Rawe - Eve Malone
- Saffron Burrows - Nan Mahon
- Alan Cumming - Sean Walsh
- Colin Firth - Simon Westward
- Aidan Gillen - Aidan Lynch
- Mick Lally  - Dan Hogan
- Britta Smith - Fru Hogan
- Ciarán Hinds - Professor Flynn
- Tony Doyle - Doktor Foley